# Sociedade permissiva
Uma sociedade permissiva, também designada por cultura permissiva, é utilizada para descrever uma sociedade em que as normas sociais se tornam cada vez mais liberais (costumes), especialmente no que diz respeito à liberdade sexual.
O termo é frequentemente utilizado de forma negativa pelos conservadores culturais para criticar o que é visto como uma quebra dos valores tradicionais, como a maior aceitação do sexo antes do casamento, o aumento das taxas de divórcio e a aceitação de relações não tradicionais, como a coabitação e a homossexualidade. A.P. Herbert foi considerado influente na noção de permissividade devido à sua reforma das leis do divórcio em Inglaterra. Foi particularmente utilizada durante a Revolução Sexual das décadas de 1960 e 1970 na cultura ocidental pelos opositores às mudanças de atitude da época.